# 堀口ミイナ
堀口 ミイナ（ほりぐち みいな、1990年9月28日 - ）は、トルコ共和国出身で日本の女性タレント・キャスター。元三菱商事の社員で5言語を話す資格獲得マニア。

## 人物・来歴
1990年、トルコ イズミル生まれ。父は日本の外務省官僚で、母はトルコ人。日本人およびトルコ人、スペイン人、中国人などの血を引く。トルコ共和国イズミル出身で、パキスタン（イスラマバードに4年間）を経て、2005年からトルコのイスタンブールに移る。2009年イスタンブール・ インターナショナル・コミュニティ・スクール卒業。ファッション誌「Ray」のモデルや、資生堂のCMにも出演。2013年に早稲田大学政治経済学部国際政治経済学科卒業後は、三菱商事に勤めていた。
5言語を話すマルチリンガル（日本語、トルコ語、英語、スペイン語、中国語）。ワインエキスパート、TOEIC960、小型船舶操縦士1級を特技として挙げている。趣味は美術館巡り。元ホリプロ所属。
2019年9月8日に4歳年上の一般男性と結婚。2021年に第1子、2023年に第2子を出産。東京大学エグゼクティブ・マネジメント・プログラム終了。名字の「堀口」の口がカタカナのロに見えて「堀　ロミイナ（ろみいな）」と間違えられることもある。自称最もExcelが得意な芸能人の1人。お酒好きで自宅にワインセラーが3台。ワインエキスパートやテキーラマイスターなどお酒に関する様々な資格を保持し、クラフトビールのプロデュースなども行う。

## 出演

### テレビ番組
- マイケル・サンデルの白熱教室
- 新世代が解く!ニッポンのジレンマ
- はやドキ!（2017年4月14日 - 2019年3月、TBS） - 金曜メインキャスター[10]
- ニュースザップ（2017年4月20日 - 同年12月、BSスカパー!） - 木曜→金曜ザッパー
- サンデーステーション （2017年5月7日、テレビ朝日）[11]
- ネプリーグ（2017年5月22日、フジテレビ）
- 情報ライブ ミヤネ屋（2017年5月30日、読売テレビ）
- しごとの基礎英語（2017年10月2日 - NHKEテレ）
- そこまで言って委員会（2017年10月15日、読売テレビ）
- ワイドナショー（2017年11月5日、フジテレビ）

### テレビドラマ
- 天才バカボン3（2018年5月4日、日本テレビ）

### ラジオ番組
- 斉藤一美 ニュースワイドSAKIDORI!（文化放送 2017年7月19日 - 2018年12月19日）
- ちきゅうラジオ（NHKラジオ第1・NHKワールド・ラジオ日本、2019年4月6日 - 2021年11月6日） - 産休中
- CHINTAI COLORS OF WONDER（J-WAVE 2019年4月7日 - 2021年3月28日）[12]
- 『TDK VOICES from NIHONMONO』（ナビゲーター：中田英寿）
- VOICES FROM NIHONMONO（同上 2020年11月7日 - 2022年7月31日）

### CM
- 資生堂 - マキアージュ[13]

## 著書
- 杉原洋紀、堀口美奈『最初のペンギン ストーリーでわかる! らくらく外国語習得術』講談社、2013年。ISBN 9784062184847。

## 保有資格
- ワインエキスパート
- テキーラマエストロ
- オリーブオイルソムリエ
- フードアナリスト2級
- 日本茶検定1級
- 小型船舶操縦士1級
- リーディングファシリテーター
- TOEIC960
- 国連英検A級
- 英検1級
- HSK（中國語）5級
- 簿記3級
- 温泉ソムリエ
- マヤ暦恋愛アドバイザー
- おむつなし育児アドバイザー

## 発言
仕事について
- やっぱりたくさんお金をもらっていても、好きではないことを1日10時間とか12時間とかってやっている人が、幸せだったりなにかを積み上げていってるとは私には思えないんですね。[14]
- 好きっていうものをもっともっと追求していかないと、絶対幸せにはなれないと思うんです。この長い人生どこかで勇気を持って踏み出して、好きなことにチャレンジしないといけないと思うんです。それは自分が持って生まれた好きっていうものに対する、ある意味リスペクトだと思うんですね。[14]
- 好きなことをやってると良いのは、当たり前のことなんですけど、うまくなれる。たくさん時間をかけても苦にならない。しかも楽しそうにやっているので、人が良くなっていく。性格が良くなると愛されるので、仕事も増える。友達も増える。良いことしかないんです。しかも程度が低かったら余計同情してもらえて友達も増えるかもしれません。[14]

結婚の時
- 愛する方と、家族として人生をともに歩んでいけることに感謝するとともに、何よりも、今日にいたるまで、未熟な私を公私ともに沢山の方々に支えて頂いたことを心より感謝申し上げます[15]

トルコについて
- 私がトルコで食べていた料理は地中海料理に近いものです。海辺にも茂みになっているローズマリーの香り。オリーブオイルと、海の香り。野菜をトマトで煮るときのタイムの香り。朝、街を歩くと、焼きたてのシミットと呼ばれるパンの香りがします。シミットは胡麻のかかった、浮き輪状のパンで、外は香ばしく、中はもちっとしています。チーズ、サラミ、蜂蜜などをはさんでいただきますが、カイマックというトルコ独特の乳脂肪の塊を塗ることも多いですね。[16]

5か国語を話せる言語について
- 英語は言語学的に離れた領域にあるので、ちょっと苦手でした。でも語学はやめた瞬間にできなくなるので、飽きずに続けられるよう、いろいろな方法を駆使しました。たとえば子ども向けの本や絵本を読んだり、繰り返しCDを聞いたり。言語習得のキーポイントは、たくさん聞いて話して、そしてたくさん間違えること。間違えると記憶に残り、覚えられます。読み書きは後からでいいので、まず聞いて話すところから始めるのがいいんです。[17]